# Logica paraconsistente
In logica, per logica paraconsistente si intende un sistema formale in cui possono verificarsi in modo controllato delle eccezioni al principio di non contraddizione, cioè possono presentarsi delle contraddizioni, senza però che con questo sia possibile derivare nel sistema ogni proposizione, evitando quindi il principio di esplosione.
Il termine fu coniato nel 1976 durante la Third Latin America Conference on Mathematical Logic dal filosofo peruviano Francisco Miró Quesada (1918-2019).
Anche se il dibattito riguardo a sistemi logici in cui si verifichino contraddizioni risale agli Analitici primi di Aristotele, i primi autori che hanno contribuito a sviluppare le logiche paraconsistenti sono Nikolaj Aleksandrovic Vasil'ev (1880-1940), Ivan Orlov (1886-1936), Stanisław Jaśkowski (1906-1965) e Newton da Costa (1929-2024).